# Девід Гарісон
Девід Гарісон (нар. 1966, Понока, Альберта, Канада) — лінгвіст, антрополог, автор і активіст з документації та збереження зникаючих мов. Професор лінгвістики в коледжі Суортмор, член Національного географічного товариства та Клубу дослідників. Його дослідження фокусуються на тюркських мовах центрального Сибіру і Західної Монголії. Також він служить директором з досліджень у некомерційній організації Living Tongues Institute for Endangered Languages. Знявся у документальному фільмі «Лінгвісти», номінованому на премію Еммі у 2008 році.
Гарісон провів польові дослідження декількох мов, які знаходяться під загрозою зникнення в Сибіру і Монголії, включаючи тувинську, ценгел тувинську, тофську, чулим, мончак, мунда, а трохи пізніше займався дослідженнями у Парагваї, Чилі, Папуа Новій Гвінеї, Індії, Мікронезії та Вануату. Спеціалізується на фонології, морфології, вивченні мовних загроз, вимирання та відновлення мов, знаннях про навколишнє середовище та цифровій лексикографії.